# Mercadotecnia móvil
La mercadotecnia móvil o mobile marketing es el marketing realizado a través de dispositivos móviles, como los teléfonos móviles. Incluye las actividades dedicadas al diseño, implantación y ejecución de las acciones de marketing.
Andreas M. Kaplan, profesor de Marketing, lo define como «cualquier actividad de marketing llevada a cabo a través de una red ubicua a la que los consumidores están constantemente conectados mediante un dispositivo móvil personal». Kaplan utiliza dos variables, el grado de conocimiento del consumidor y el gatillo de la comunicación, para diferenciar entre cuatro tipos de aplicaciones de marketing móvil: "extraños", "víctimas", groupies, y "usuarios" 
Los dispositivos móviles que utiliza la mercadotecnia móvil son soportes digitales pequeños, de fácil uso y manejo, que permiten su traslado a cualquier lugar sin dificultad y cuyo consumo se hace sin necesidad de conexión eléctrica: teléfonos móviles, PDA (personal digital assistant), iPods, consolas portátiles, navegadores GPS, etc.
Las principales acciones de marketing móvil que se realizan en la actualidad son:
- El desarrollo de campañas de comunicación consistentes en el envío de SMS o MMS a través de dispositivos móviles de un contenido determinado, ya sea informativo o promocional, dirigidas a bases de datos previamente tratadas y sistematizadas adecuadamente.
- La realización de campañas de comunicación consistentes en la utilización de los dispositivos móviles como medio para que un público determinado participe en promociones, concursos o sorteos que han sido previamente anunciados en otros medios como radio, prensa o televisión, mediante el envío de uno o varios SMS, MMS o realización de llamadas telefónicas por parte del cliente.
- El desarrollo de campañas de emisión de llamadas telefónicas a dispositivos móviles, desde una empresa y dirigida principalmente a bases de datos previamente tratadas y sistematizadas adecuadamente, con el objetivo de informar sobre promociones, productos o servicios.
- La utilización de los dispositivos móviles como medio publicitario mediante la inserción de anuncios o patrocinios en contenidos que se distribuyen a través de este canal.
- El Advergaming,[4] que utiliza juegos para promocionar un producto o marca.

Se pueden agrupar las diversas acciones de marketing móvil en cuatro medios:
- mensajería (SMS y MMS)
- internet móvil
- voz y música (modalidades en el RBT - Ring Back Tone)
- aplicaciones (o apps).

## Mercadotecnia por SMS
El SMS (short message service o "servicio de mensajes cortos") es un servicio de envío de mensajes que se incluye en Internet y sistemas de comunicaciones de dispositivos móviles. Este servicio es muy usado en redes de comunicación celular, como redes 3G, por ejemplo.
Esta técnica se refiere a cuando una empresa envía mensajes de texto al celular de su prospecto con información de algún tipo, generalmente ofertas y promociones con respecto a un servicio. Esta es la técnica de marketing móvil más utilizada por las empresas de publicidad. A los mensajes SMS se les suele incluir un URL para que el receptor, quien se asume tiene un teléfono inteligente pueda hacer clic y de esta manera es conducido a un recurso en internet,  por ejemplo una página web de aterrizaje donde el receptor puede acceder a : chat en línea,  solicitar llamada de retorno o llenar un formulario web.

## Problemas en el marketing móvil
Algunos de los problemas  que surgen al realizar marketing a través de dispositivos móviles son:
- Gran diversidad de sistemas operativos y formas en que se presenta la misma información a distintos usuarios.
- Interfaces (sistemas de navegación, pantallas, etc.) más pequeños y diferentes a otros medios.
- Privacidad: la actividad social del usuario en sus dispositivos móviles está expuesta a publicarse si se gestiona mal la información.